# Fausto Radici
Fausto Radici (né le 24 septembre 1953 à Bergame, en Lombardie et mort le 14 avril 2002 à Peia) était un skieur alpin italien, spécialiste du slalom.

## Palmarès

### Coupe du monde
- Meilleur résultat au classement général : 14e en 1974 et 1976
  - 2 victoires : 2 slaloms

### Saison par saison
- Coupe du monde 1974 :
  - Classement général : 14e
- Coupe du monde 1975 :
  - Classement général : 15e
- Coupe du monde 1976 :
  - Classement général : 14e
    - 1 victoire en slalom : Garmisch (Arlberg-Kandahar)
- Coupe du monde 1977 :
  - Classement général : 17e
    - 1 victoire en slalom : Madonna di Campiglio
- Coupe du monde 1978 :
  - Classement général : 27e

### Arlberg-Kandahar
- Vainqueur du slalom 1976 à Garmisch